# Glochidion glabrum
Glochidion glabrum är en emblikaväxtart som beskrevs av Johannes Jacobus Smith. Glochidion glabrum ingår i släktet Glochidion och familjen emblikaväxter. Inga underarter finns listade i Catalogue of Life.